# Біоградська гора
Національний парк «Біоградська гора» (чорн. Национални парк Биоградска Гора/Nacionalni park Biogradska Gora) — національний парк у адміністративному муніципалітеті Колашин, Чорногорія. Цю місцевість зараховують до одного з трьох останніх великих пралісів на території Європи. Місцевість багата на гірські хребти, озера льодовикового походження та ліси помірної зони.

## Місцезнаходження
Біоградська гора розташована в гірському регіоні Беласиці, що в центральній частині Чорногорії, між річками Тара та Лім. Національний парк оточений трьома муніципалітетами: Колашин, Беране, Мойковац. Це найпівнічніший національний парк Чорногорії (серед п'яти в країні).

## Національний парк «Біоградська гора»
Національний парк займає 54 км² площі. Серед важливих географічних об'єктів на території парку є: перестійні ліси (праліси), великі гірські схили та високогірні вершини (більше 2 000 метрів), шість озер льодовикового походження (п'ять озер знаходяться на висоті 1820 метрів, а одне є легкодоступне та знаходиться на близькій відстані до входу в парк). Швидкоплинні струмки розрізають прадавні пейзажі Біоградської гори, а чисті озера відзеркалюють столітні праліси. Парк відомий як унікальний геоморфологічний район та місце багатьох наукових досліджень. Національний парк багатий на культурну та історичну спадщину, до якої відносять різні сакральні пам'ятки, народні споруди та археологічні місця. На пасовищах та в селах, які знаходяться біля лісового масиву, є численні автентичні споруди традиційної архітектури.

## Екологічний стан
Незважаючи на те, що Біоградська гора є найменшим національним парком Чорногорії, тут знаходиться велика кількість видів флори і фауни. У національному парку налічується 26 різних місць проживання живих організмів, де мешкають 220 видів рослин, 150 видів птахів та 10 видів ссавців. У лісовому масиві ростуть 86 видів дерев та кущів. У водному середовищі парку проживають три види пстругів та 350 видів комах. Атмосферні опади в цій місцевості є дуже частими, в середньому досягаючи позначки 2,54 м на рік, що сприяє росту дощових лісів помірної зони. Найунікальнішим об'єктом парку є праліс, який має однойменну назву та простягається на 16 км². Дерева тут мають вік більше 500 років. У самому серці прадавнього лісу знаходиться озеро Біоградська, найбільше льодовикове озеро в даному парку. Найбільш поширені види дерев навколо озера: бук звичайний, явір, ясен звичайний, ялиця біла.

## Історія парку
Коли Колашин вийшов з-під Османського правління в 1878 році, люди з Морача та Ровца подарували частину лісу Ніколі I Петровичу. Цей ліс був відомий як «Branik Kralja Nikole» та був під захистом. Біоградська гора була проголошена як парк у 1952 році. Нині парк має розвинуту інфраструктуру для туристів, включаючи гостьовий центр, гірські стежки, місця для кемпінгу та ресторани.

## Історичні події
Поряд із територіями сучасного національного парку в 1858 році відбулася битва між військом Османської імперії та чорногорцями, яка відома як «Битва під Колашином». Тут також велися важливі бої під час Першої Балканської війни в 1912 році. Також цей регіон був центром партизанської діяльності під час Другої світової війни. Роками пастухи використовували багаті пасовища в цьому регіоні для випасу овець та іншої худоби. Ці схили, як і раніше, використовуються як пасовища, і відвідувачі парку можуть насолоджуватися гостинністю вівчарів у їхніх літніх будиночках.

## Фауна
Ссавці:
- Кріт сліпий
- Мідиця мала
- Мідиця альпійська
- Підковик великий
- Нічниця вусата
- Нічниця довговуха
- Вивірка звичайна
- Вовчок сірий
- Європейський бурий ведмідь
- Благородний олень
- Сарна європейська
- Лісова куниця
- Кам'яна куниця
- Борсук

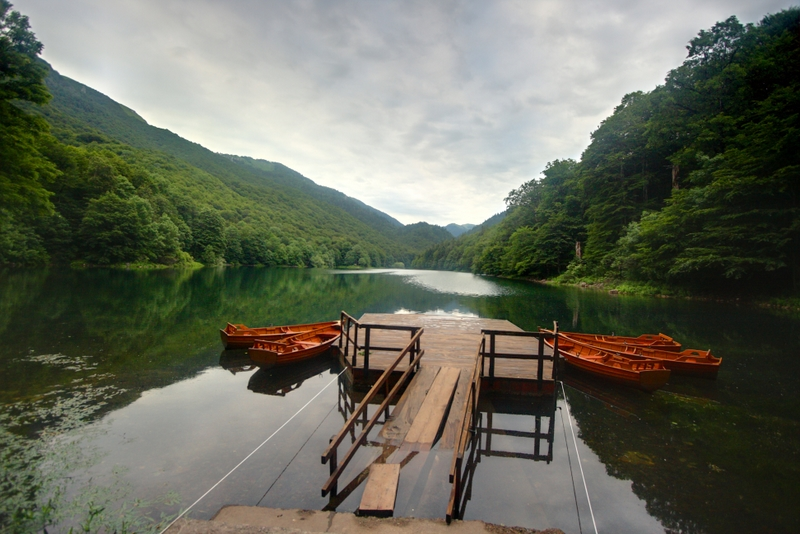
Біоградське озеро

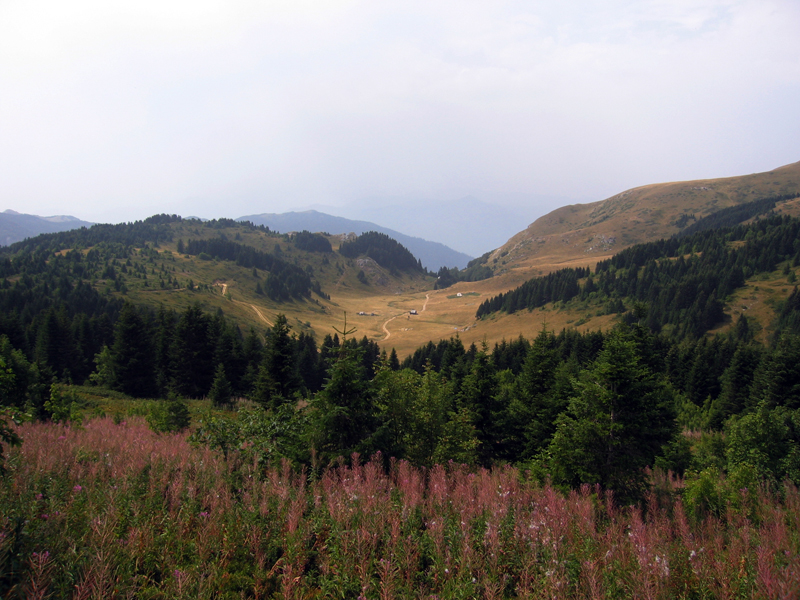
Вид на долину в парку Біоградська гора

Птахи представлені понад 200 видами, майже всі з яких знаходяться під захистом. Основні види:
- Беркут
- Канюк звичайний
- Яструб великий
- Яструб малий
- Галка альпійська
- Звичайний глухар
- Сова сіра
- Вільшанка
- Крижень

Всі амфібії на території парку знаходяться під охороною: сіра і зелена жаба, звичайна квакша, а також альпійський, гребінчастий і звичайний тритон.
Рептилії: веретільниця ламка, стінна ящірка, ящірка живородна, прудка ящірка, європейська болотяна черепаха, вуж звичайний, мідянка та полоз ескулапів.
Серед членистоногих тут знаходяться 350 видів комах, зокрема мешкає численна кількість твердокрилих, коників та метеликів. На території національного парку було зафіксовано приблизно 80 видів метеликів (40 % від усього розмаїття метеликів у Чорногорії). Під захистом знаходяться аполлон і косатцеві, а також лісові мурахи і рогачі.
Риби на території парку мешкають в Біоградському озері та річці Тара. Найпоширеніші ― це кумжа, гольян, бабець європейський, арктичний голець, харіус європейський та лосось дунайський.

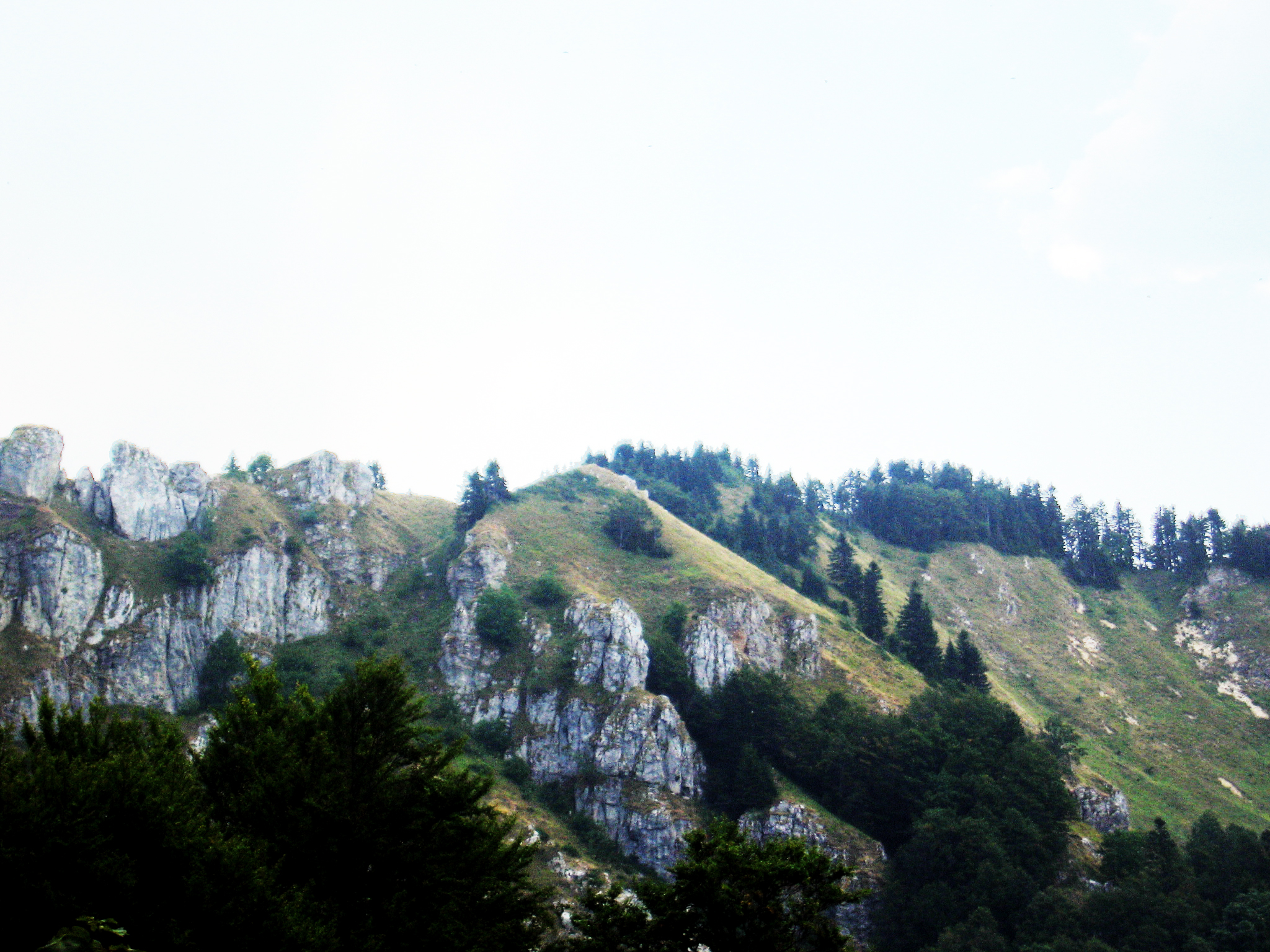
Гора Биласиця
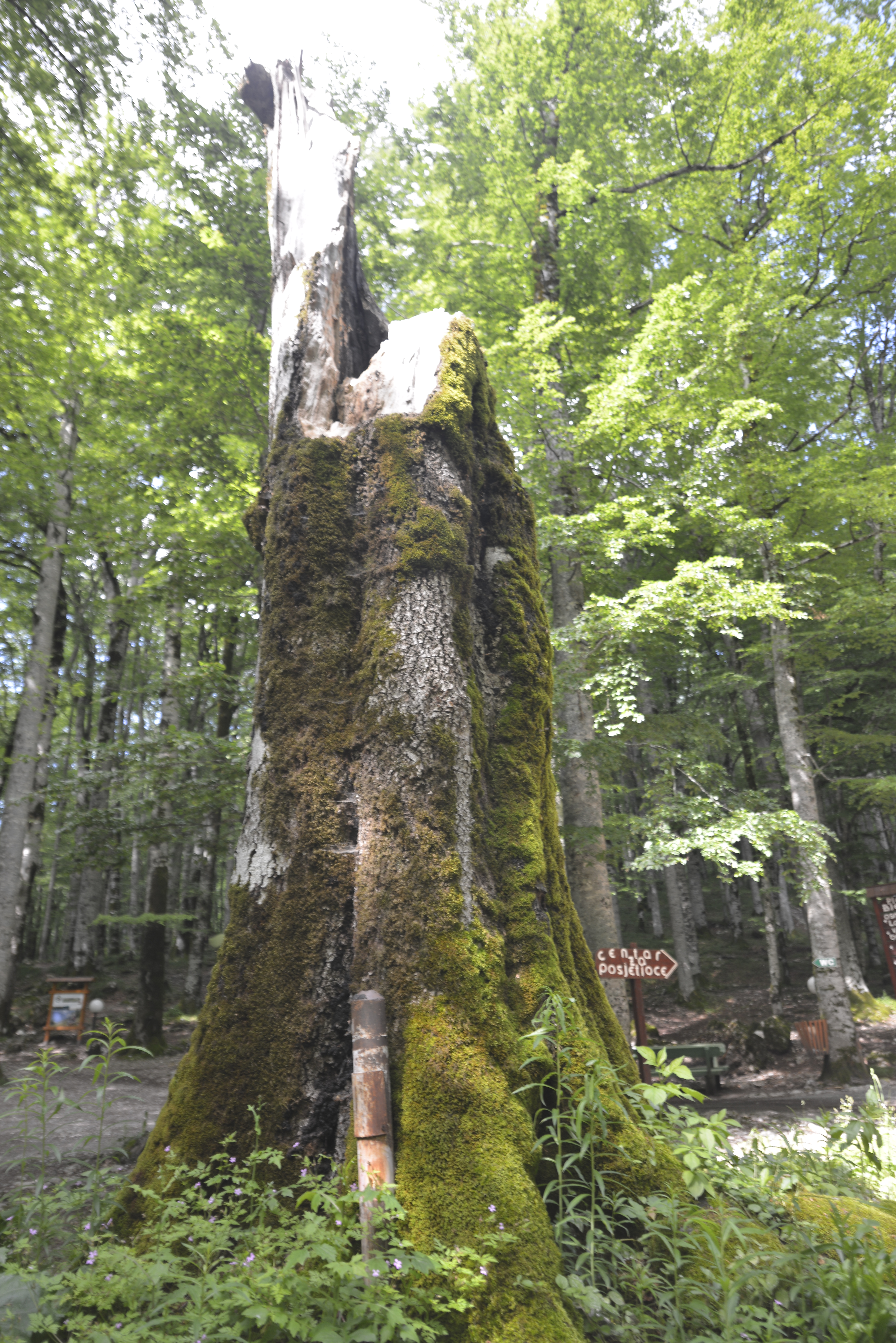
Найстаріші дерева в лісі
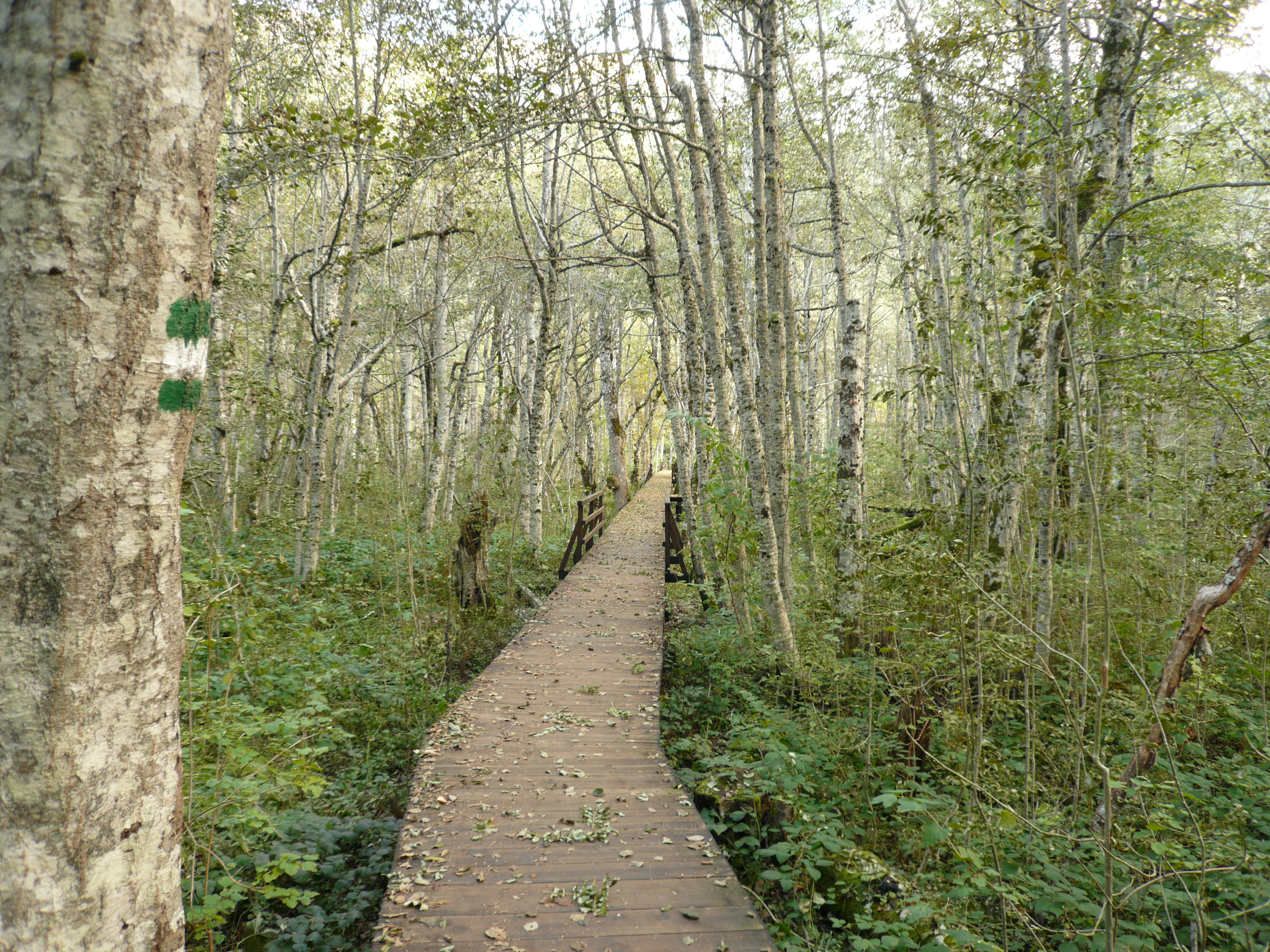
Пішохідна стежка навколо озера
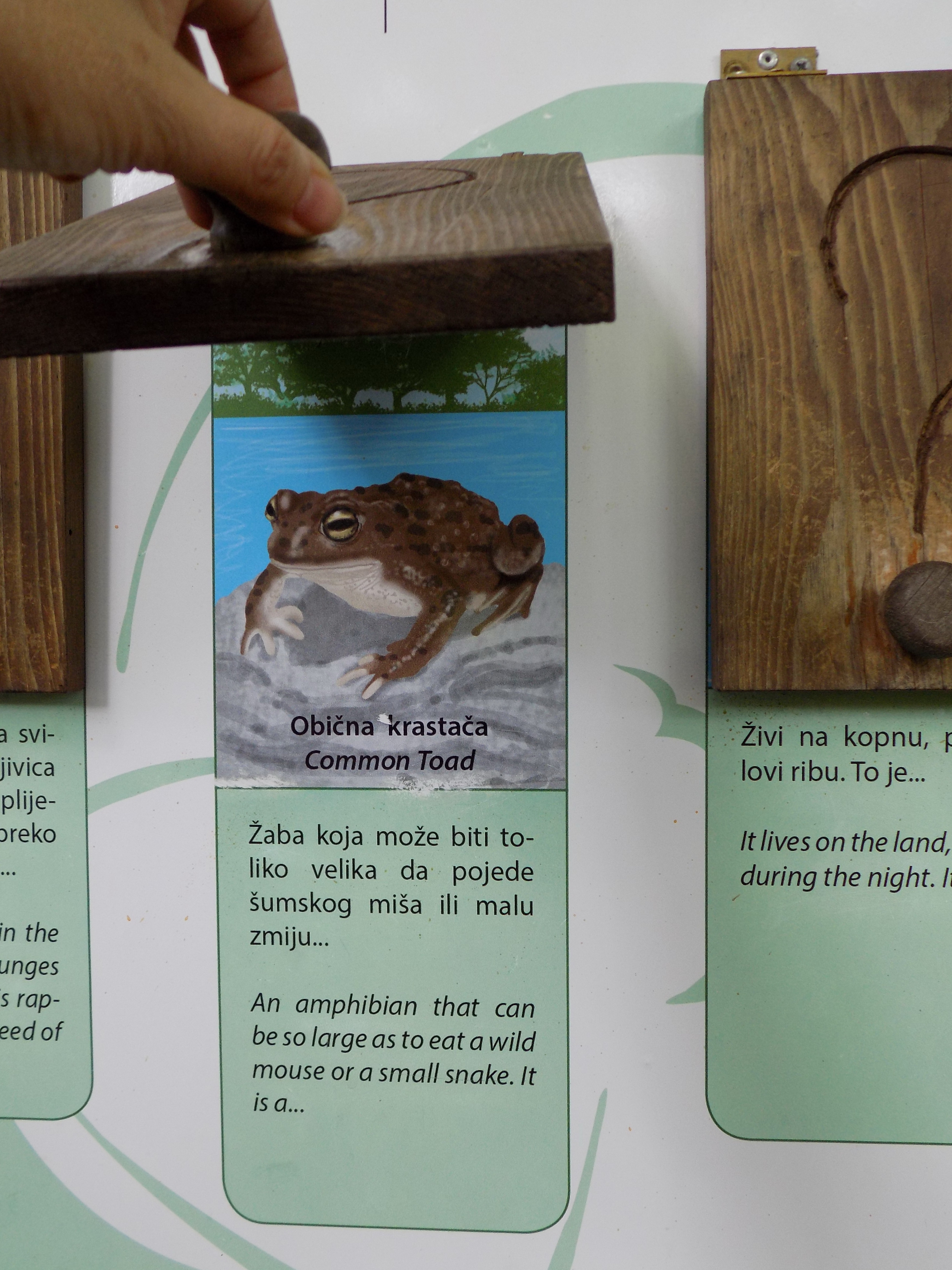
Навчальні дошки біля облаштованої пішохідної доріжки
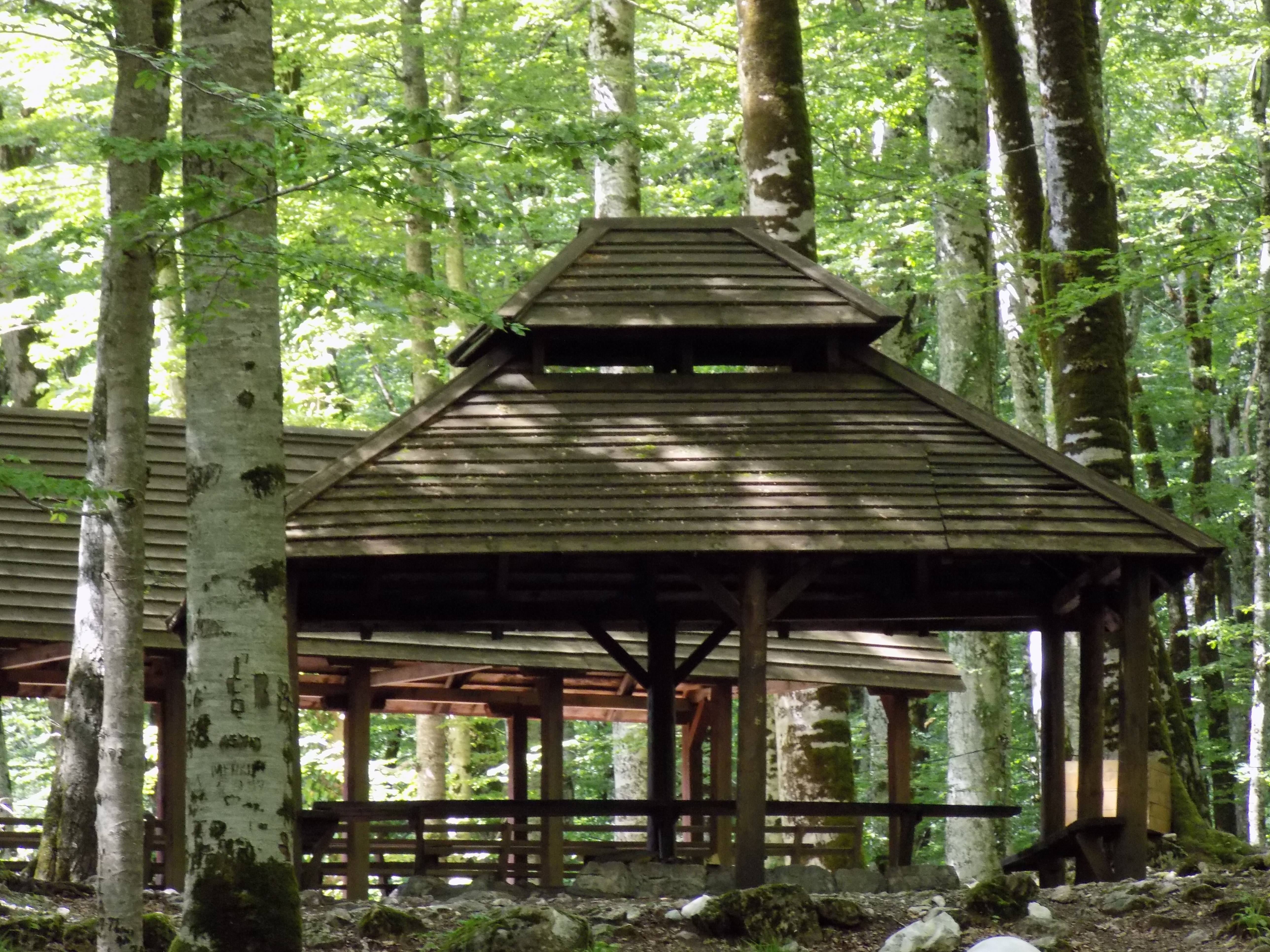
Альтанка на березі озера
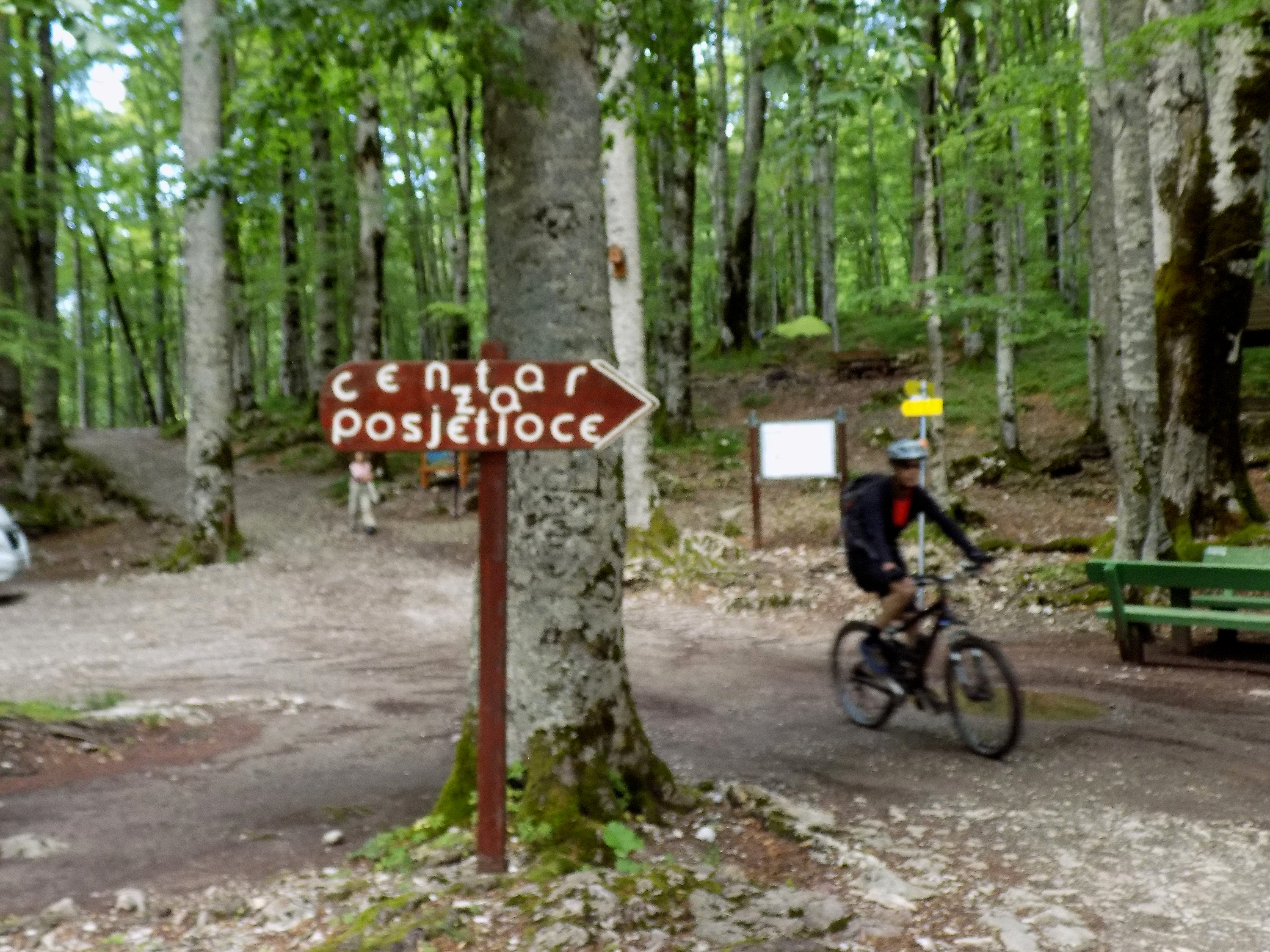
Велосипедна доріжка